# ヒメウズラ
ヒメウズラ （姫鶉、学名：Synoicus chinensis　英名King quail）は、キジ目キジ科シンオイカス属に分類される鳥類の一種である。

## 形態
キジ科最小種のひとつ。体長は７-10cmほどで、ウズラの半分ほどの大きさ。頭が小さくて体が丸く、尾が短い。野生型のオスはやや青みがかった灰色で、顔は白く、頭と背の部分にかけて黒褐色のまだら模様がある。胸から腹にかけては赤茶色をし、喉部分に白と黒のはっきりとした月の輪状の模様がある。メスは頭と背の部分にかけて褐色の地に黒の細かいまだら模様があり、胸から腹に掛けては模様がない。観賞用として交配された歴史から多数の遺伝子変異が存在する。ホワイト、シルバー、シナモン、ブルーフェイス、レッドブレスト、パイド等様と呼ばれるカラーバリエーションが存在し、多岐にわる。上記品種の呼び方はアメリカ式でヨーロッパとは少し違いがある。同じペアから様々な羽色のヒナが誕生することもある。孵化直後の雛の羽模様も特徴的で、品種によって様々である。雛の模様から成鳥の羽色を推定する事が可能である。また熟練の飼育者は中雛の時点で羽色から雌雄を判定する。8週令程で成鳥となる。鳴き声はウズラと比較して小さく、この点からしてもペットとして好まれる要因となっている。一夫一妻性の性質を示すが、多頭飼育は可能。発情期はオスがメスを守る。性成熟すると個体別の好き嫌いがはっきりと出る為、喧嘩をする事がある。味覚も個体によって違い個性がある。雛の時点からうまく人馴れさせると非常によく懐く。また、ヒメウズラを飼育する人をヒメウズラーと呼ぶ事がある。

## 分布
東南アジア、オーストラリア。茂みや農耕地などの草地に生息し、地上で昆虫類や穀類などを採餌する地鳥。つがいで行動し、メスが抱卵する。卵には柄つきとそうでないものがあり、ベージュの無地で2cmほど。薄い茶色で表面に小さな斑点がある。ウズラとも生殖行為は行うが、自然交配は不可。
ウズラと異なりヒメウズラは国内の野生種はなく、家禽よりペットとして飼育される。このため国内で流通しているヒメウズラは抱卵することが少なく、孵化には孵化器を使う必要がある。飛翔能力も低いことが多い。

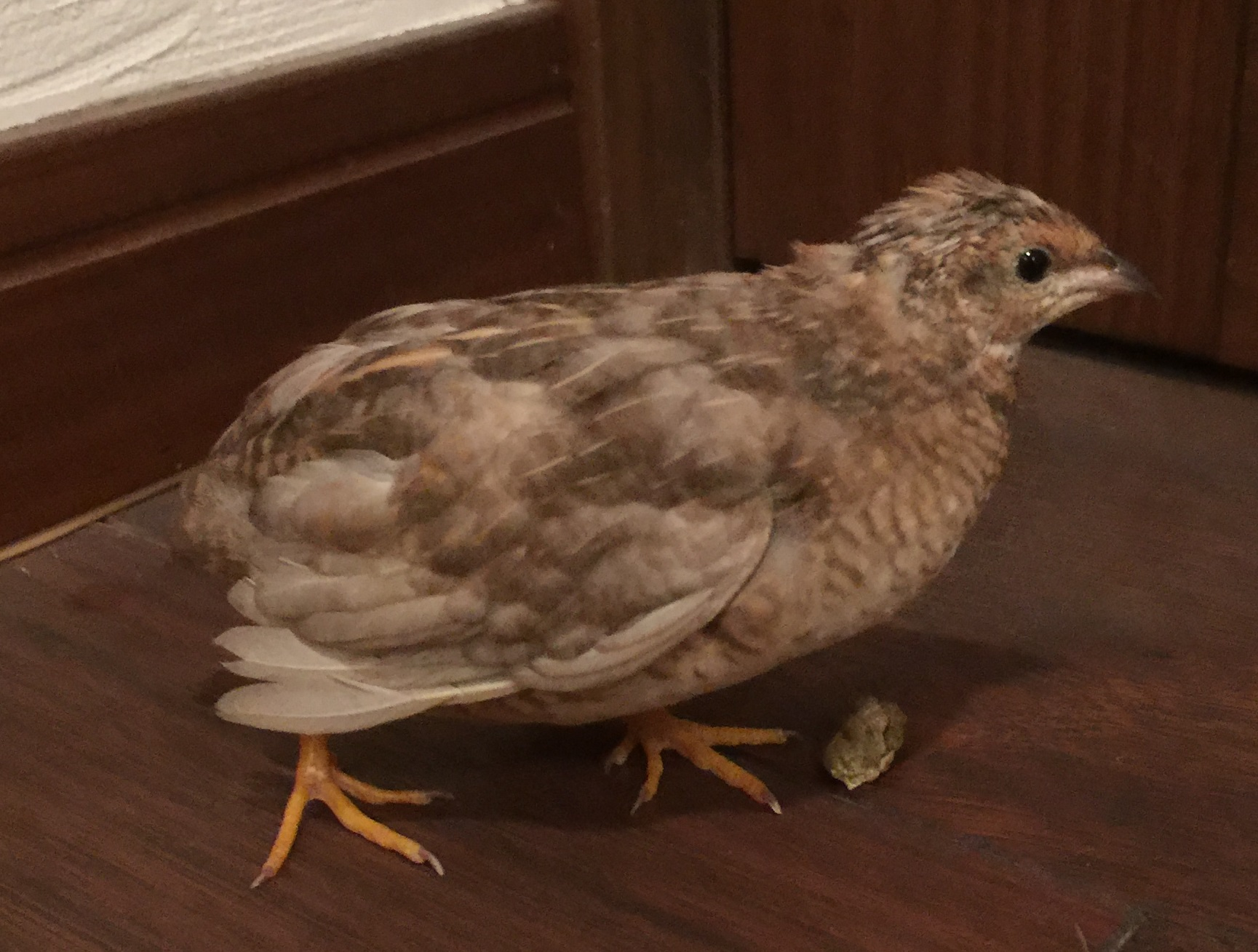
成鳥:メス
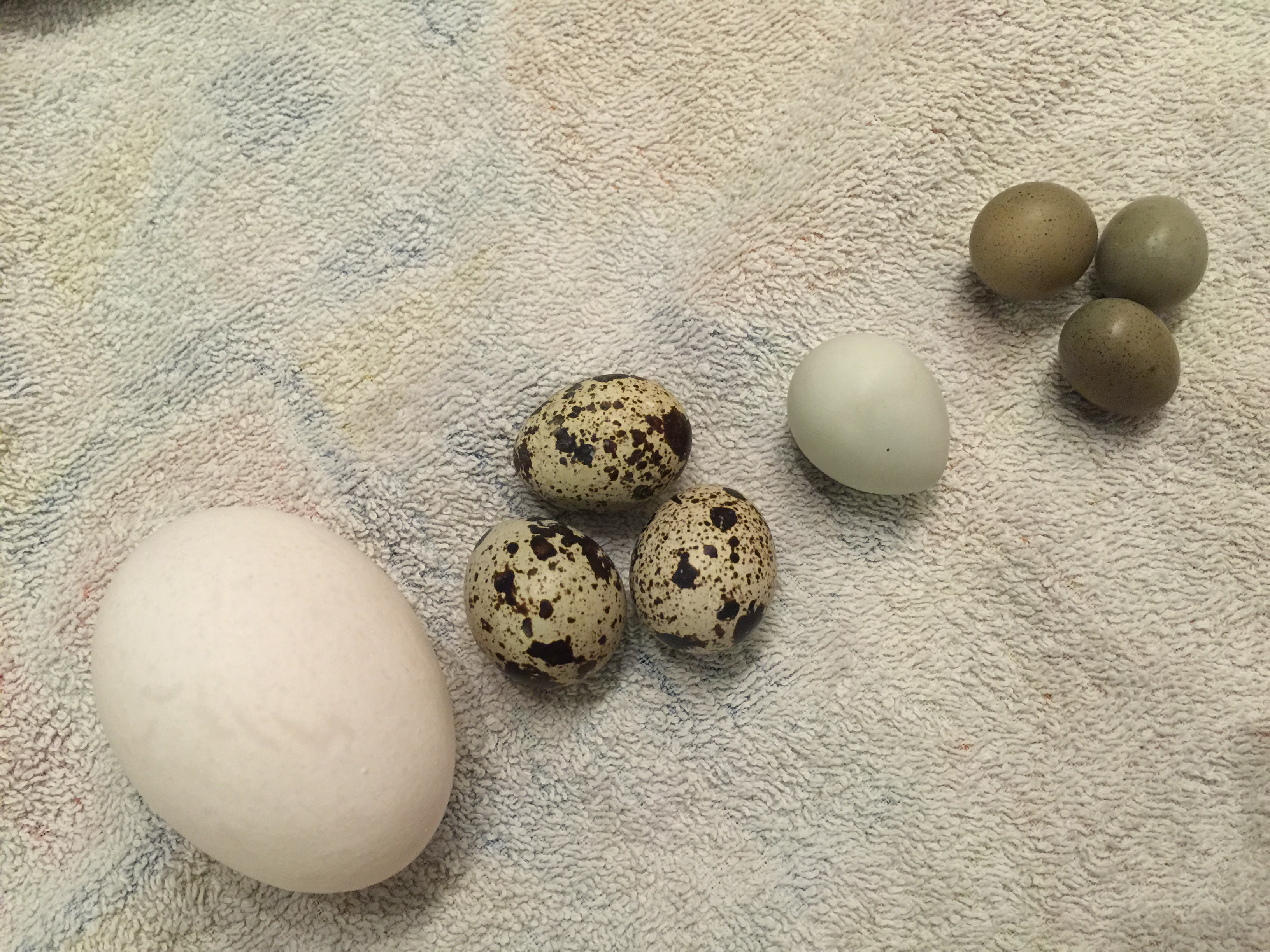
左から鶏卵、 通常のウズラの卵、 白色のウズラの卵、 ヒメウズラの卵
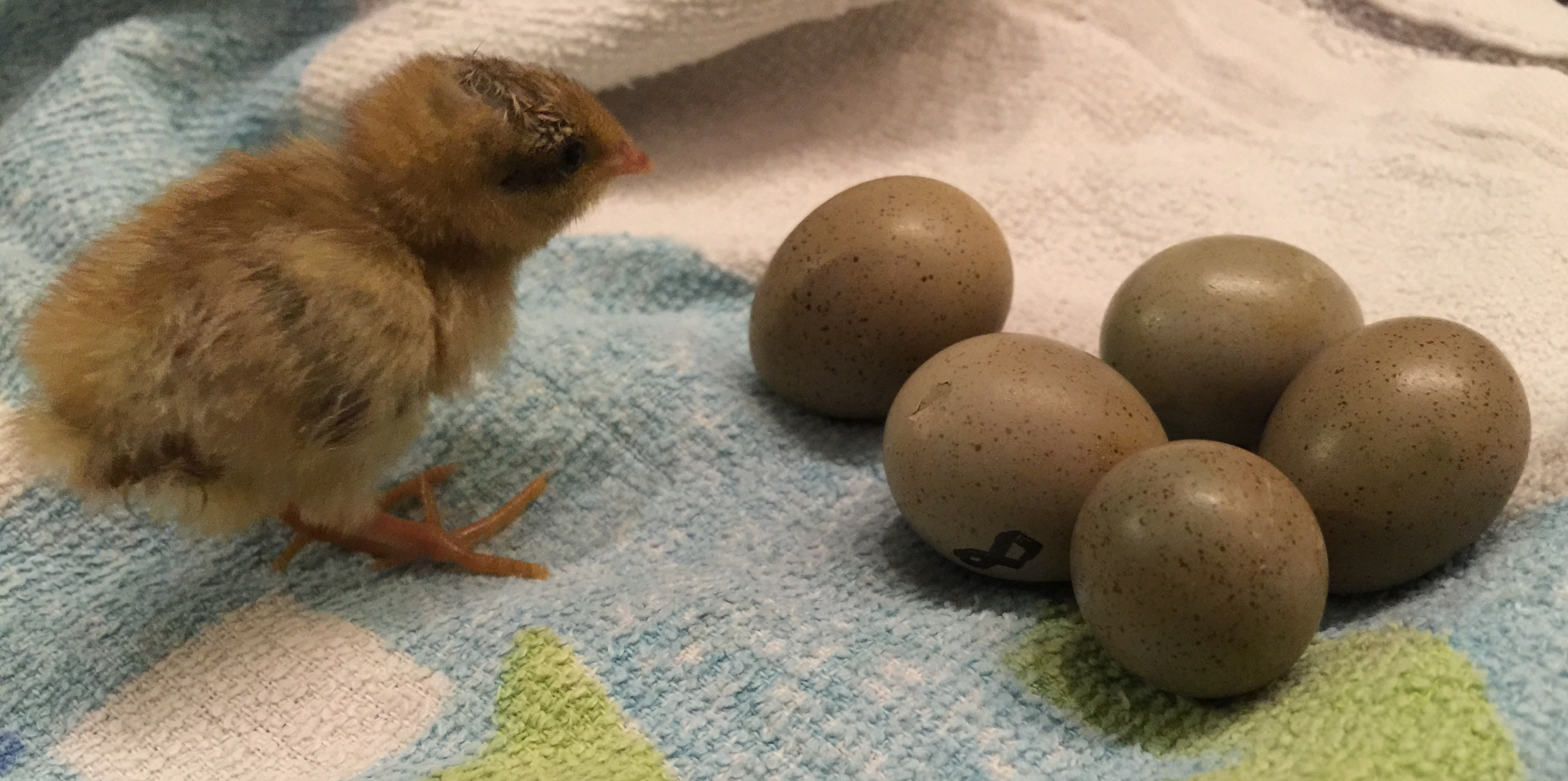
ヒメウズラの卵と 生後10日のヒナ
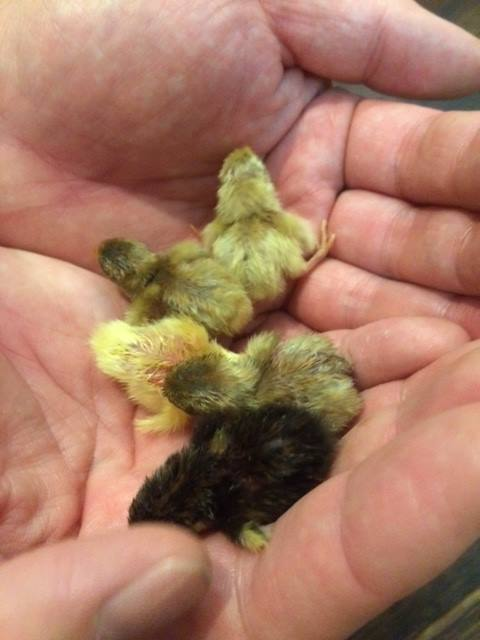
色々な色のヒナ 成鳥になるときに羽の色が変わるので、このままの色彩で生育する訳ではない